# Viruddh – Liebe für die Ewigkeit
Viruddh (übersetzt: Gegensätze; Tagline: family comes first) ist ein Bollywoodfilm, der die indische Justiz in Frage stellt. Von Kritikern wurde die schauspielerische Darstellung hochgelobt, allerdings konnte der Film an den Kinokassen nicht überzeugen und floppte.

## Handlung
Vidhyadar und Sumitra sind ein älteres Ehepaar, welches ein einfaches Leben führt. Mit allem, was dazugehört: Spaziergänge, Streitigkeiten und Medikamente. Als der Mechaniker Ali mit seinem Lärm den Hausfrieden stört, wird er von Sumitra zurechtgewiesen und wird schon bald zum Freund des Hauses.
Nachdem das Ehepaar von dem Besuch ihres Sohnes aus London erfährt, sind sie überglücklich. Außerdem bringt er seine Freundin Jenny mit. Obwohl sie kaum Hindi spricht, schließen seine Eltern sie sofort ins Herz. Nach einer kleinen Zeremonie wird das junge Glück auch vermählt.
Doch das Glück ist nur von kurzer Dauer: Amar wird Zeuge, wie der Sohn des Chief Ministers Hashwardhan Kadam eine Frau erschießt, die er geschwängert hat. Amar greift ein und wird im Kampf erschossen. Der Minister selbst tut alles, um seine eigene Weste reinzuhalten und seinen Sohn zu beschützen. Die korrupte Polizei leugnet den Fall und stellen Amar als Drogendealer hin. Vidhyadar ist empört und nimmt einen Kampf gegen die Justiz auf. Ein Kampf, der all seine Energie und Vermögen kostet. Seine letzte Hoffnung reinen Tisch zu machen und die ganzen Lügen aus der Welt zu schaffen, besteht darin dem eigentlichen Mörder die Wahrheit zu entlocken. Mit einem Diktiergerät nimmt Vidhyadar die Aussage des Mörders auf und erschießt diesen anschließend.
Vidhyadar wird von der Polizei abgeführt. Dennoch hat er es geschafft das Justizsystem aufzurütteln. Das Gericht entschuldigt sich bei Vidhyadar und er wird nach einem Gefängnisaufenthalt wieder entlassen. Wieder vereint, hat die Familie endlich wieder ihren Frieden gefunden.

## Musik
| Songtitel                | Sänger/in         |
| ------------------------ | ----------------- |
| Bhooli Bisri Yaadon Mein | Ajit Parab        |
| Faqeerana Aaye           | Roop Kumar Rathod |
| Mann Lago Yaar           | Abida Parveen     |
| Hey Jag Data             | Jagjit Singh      |
| Shree Ganeshay Dheema    | Abida Parveen     |
| Gum Raha                 | Roop Kumar Rathod |
| Bhala Hua Meri Mat       | Abida Parveen     |
| Saahib Mera Ek Hai       | Abida Parveen     |

Im Film werden nur in der Anfangs- und Schlussphase zwei Lieder gespielt. Der restliche Soundtrack dient nur als Hintergrundmusik.

## Auszeichnungen
Filmfare Award 2006 Nominierung
- Filmfare Award/Beste Hauptdarstellerin an Sharmila Tagore

## Kritik
„Auf den Schultern all dieser Akteure gedeiht "Viruddh" zum sehenswerten Film. Auch inhaltlich ist er nicht ohne, sei es in der absolut sympathischen ersten Hälfte oder wenn er ein nicht sehr vorteilhaftes Licht auf die indische Justiz wirft. Manches ist übertrieben, anderes ist in seiner diabolischen Mechanik leider glaubhaft. Eben vor allem dank den Schauspielern. “ (von molodezhnaja.ch)

## Sonstiges
- Eigentlich sollte Saif Ali Khan die Rolle von Amar spielen, musste aber kurzfristig absagen, sodass John Abraham einsprang.
- Bipasha Basu, die damalige Freundin des Schauspielers John Abraham, hat einen Kurzauftritt in der Szene, in der Amar erzählt, wie er Jenny kennengelernt hatte.